# Föritz
Föritz est une ancienne commune allemande du land de Thuringe, dans l’arrondissement de Sonneberg, au centre de l’Allemagne. En 2015, sa population est de 3 428 habitants.